# 东台市人民医院
东台市人民医院，是中华人民共和国江苏省的一所医院，为二级甲等医院，位于东台市康复西路。
2019年5月27日, 東台市政府新聞辦公室發公告指，衛健委證實東台市人民醫院近日為腎病病人洗腎後，其中69人在4月及5月間感染丙肝病毒，表示事件由醫院感染管理制度，落實不到位等引致，當局已將涉事醫院的院長、副院長及黨委書記免職，同時對其他相關責任人嚴肅處理。

## 规模
东台市人民医院总床位410张，日门诊量555人次。